# Пелоритани
Пелоритани (Пелоританские горы; итал. Peloritani, сиц. Piluritani) — горный хребет на северо-востоке острова Сицилия.
Горы Пелоритани располагаются на территории провинции Мессина. Высшая точка — Монтанья-Гранде (1374 м), бо́льшая территория массива находится на высотах 800—1000 м. Пелоритани вместе с горными массивами Неброди и Мадоние образуют Сицилийские Апеннины.
Геологически горы сложены преимущественно песчаником, реже встречаются известняки и сланцы.
Склоны гор покрыты хвойными лесами (пиния, сосна алеппская, сосна приморская), но встречаются также дуб, каштан, бук.

## Галерея

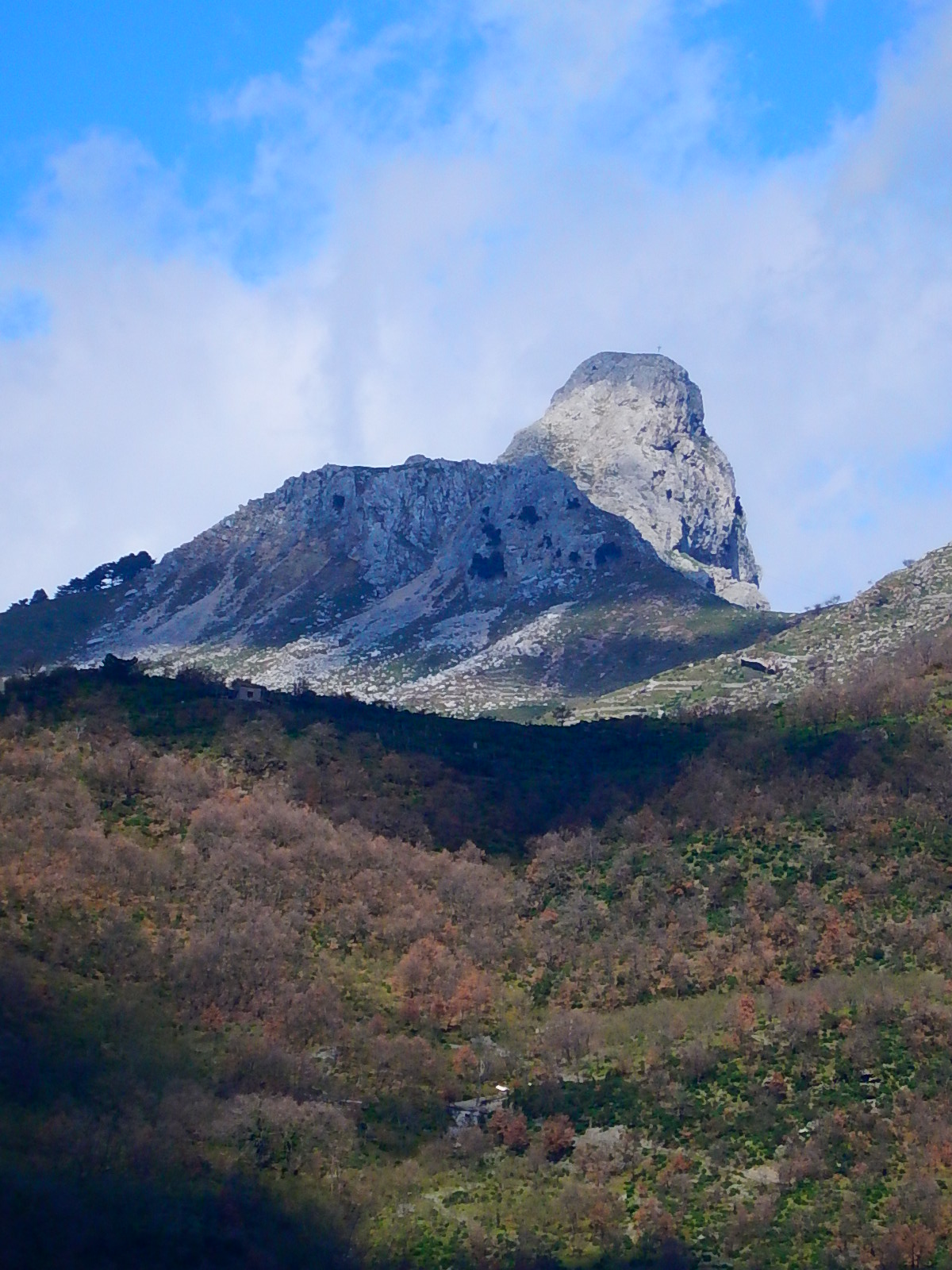
Гора Rocca Novara (1340 м), вид из Fondachelli Fantina
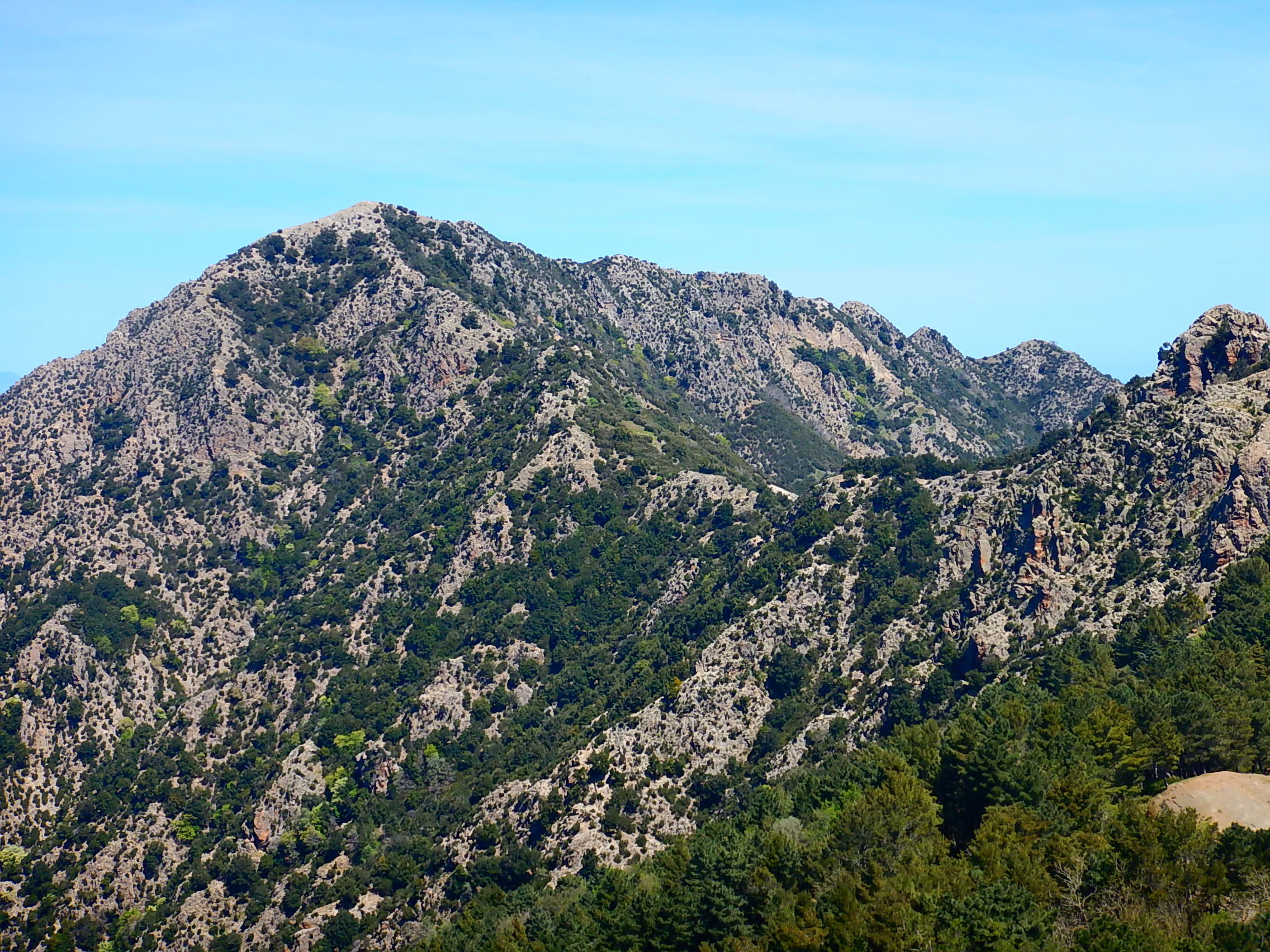
Pizzo Russa, Пелоритани Южный
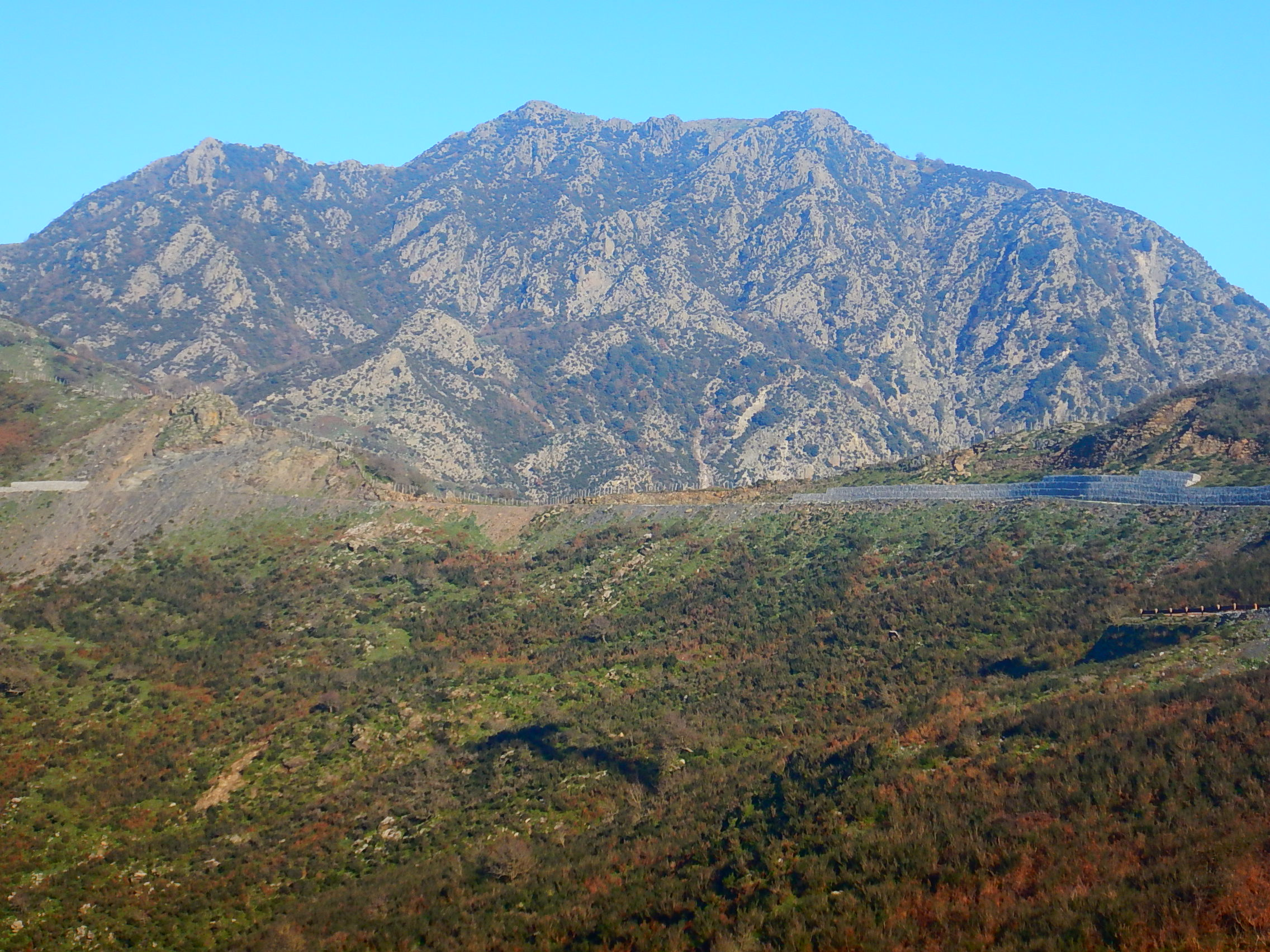
Гора Vernà (1287 м), вид из Fondachelli Fantina
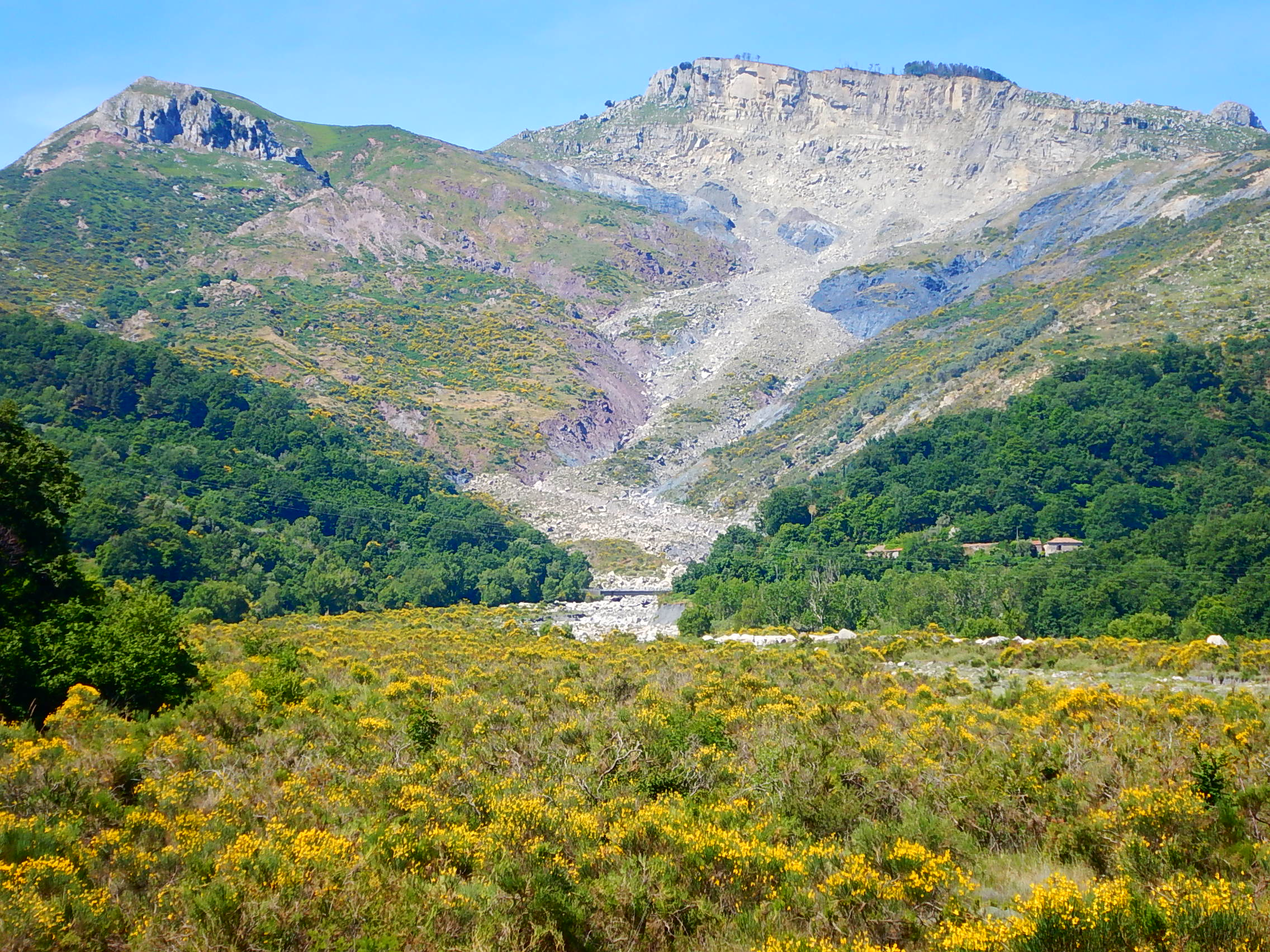
Ritagli di Lecca видно из Fondachelli Fantina
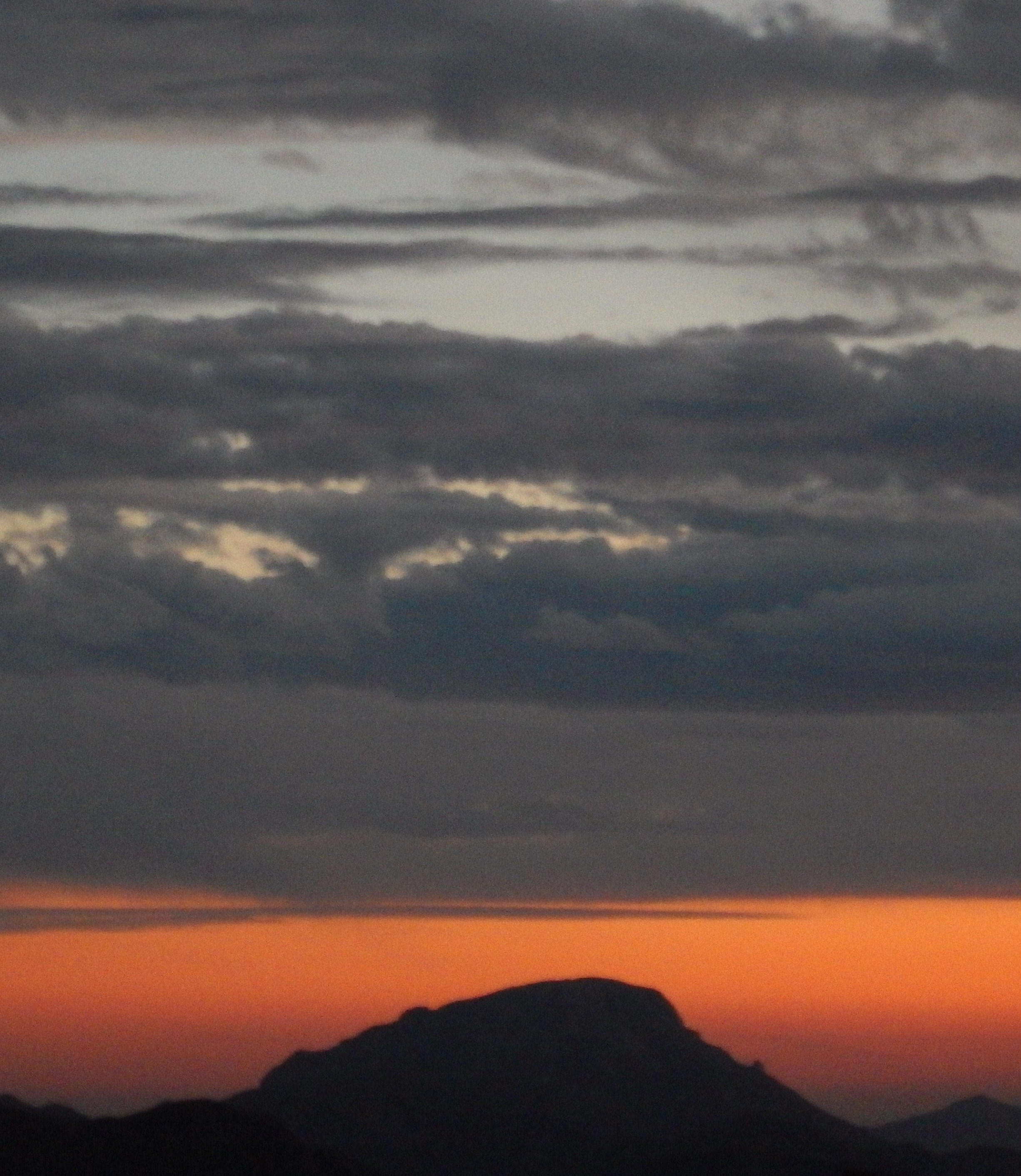
Гора Scuderi (1253 м), вид с горы Dinnammare